# زلتیا
زلتیا (انگلیسی: Zeltia) شرکت داروسازی اسپانیایی است، که در سال ۱۹۳۹ تأسیس شد.